# Agustín Gallo
Agustín Gallo (Buenos Aires, Argentina; 2 de febrero de 1999) es un futbolista argentino. Juega como delantero y su equipo actual es All Boys de la Primera Nacional de Argentina.

## Carrera

### Infantiles e inferiores
Gallo inició su carrera futbolística en las divisiones inferiores de Club Pellegrini, donde comenzó a mostrar su talento y habilidades como delantero. Su destacada actuación en las categorías juveniles y su altura le permitieron captar la atención de ojeadores y finalmente sumarse a un proyecto profesional.

### Club Atlético All Boys
Después de su paso por el Central Córdoba de Santiago del Estero, en donde fue el goleador de la Reserva, Agustín Gallo fue anunciado como nuevo jugador de All Boys en enero del 2024. Su incorporación al plantel se espera que sume al ataque del equipo, que busca ser competitivo en la Primera Nacional.

## Estadísticas
- Actualizado hasta el 20 de agosto de 2024.

| Fénix Argentina | 3.ª                 | 2017-18             | ?  | ? | - | - | - | - | ?  | ? | ?    |
| Fénix Argentina | 3.ª                 | 2018-19             | ?  | ? | - | - | - | - | ?  | ? | ?    |
| Fénix Argentina | 3.ª                 | 2019-20             | ?  | ? | - | - | - | - | ?  | ? | ?    |
| Fénix Argentina | 3.ª                 | 2020                | ?  | ? | - | - | - | - | ?  | ? | ?    |
| Fénix Argentina | 3.ª                 | 2021                | ?  | ? | - | - | - | - | ?  | ? | ?    |
| Fénix Argentina | Total club          | Total club          | ?  | ? | ? | ? | - | - | ?  | ? | ?    |
| Central Córdoba (SdE) Argentina | 1.ª                 | 2021                | 2  | 1 | 0 | 0 | - | - | 2  | 1 | 0,50 |
| Central Córdoba (SdE) Argentina | 1.ª                 | 2022                | 0  | 0 | 1 | 0 | - | - | 1  | 0 | 0,00 |
| Central Córdoba (SdE) Argentina | Total club          | Total club          | 2  | 1 | 1 | 0 | - | - | 3  | 1 | 0,33 |
| All Boys Argentina | 2.ª                 | 2024                | 22 | 4 | - | - | - | - | 22 | 4 | 0,18 |
| All Boys Argentina | Total club          | Total club          | 22 | 4 | - | - | - | - | 22 | 4 | 0,18 |
| Total en su carrera | Total en su carrera | Total en su carrera | ?  | ? | - | - | - | - | ?  | ? | ?    |
| (1) Las copas nacionales se refiere a la Copa de la Liga Profesional, la Copa Argentina y a la Copa de la Superliga Argentina. (2) Las copas internacionales se refiere a la Copa Libertadores y a la Copa Sudamericana. (3) Media de goles por encuentro. No incluye goles en partidos amistosos. |                     |                     |    |   |   |   |   |   |    |   |      |